# Paroxyethira dumagnes
Paroxyethira dumagnes är en nattsländeart som beskrevs av Darcy B. Kelley 1989. Paroxyethira dumagnes ingår i släktet Paroxyethira och familjen smånattsländor. Inga underarter finns listade i Catalogue of Life.